# Тшцянка (Цехановський повіт)
Тшцянка (пол. Trzcianka) — село в Польщі, у гміні Реґімін Цехановського повіту Мазовецького воєводства.
Населення — 174 особи (2011).
У 1975-1998 роках село належало до Цехановського воєводства.

## Демографія
Демографічна структура станом на 31 березня 2011 року:
|          | Загалом | Допрацездатний вік | Працездатний вік | Постпрацездатний вік |
| -------- | ------- | ------------------ | ---------------- | -------------------- |
| Чоловіки | 116     | 17                 | 79               | 20                   |
| Жінки    | 58      | 12                 | 33               | 13                   |
| Разом    | 174     | 29                 | 112              | 33                   |